# Michal Duhančik
Michal Duhančik (* 20. října 1937) byl slovenský a československý politik Komunistické strany Slovenska a poslanec Sněmovny národů Federálního shromáždění za normalizace.

## Biografie
K roku 1981 se profesně uvádí jako horník. Ve volbách roku 1981 zasedl do slovenské části Sněmovny národů (volební obvod č. 145 - Spišská Nová Ves, Východoslovenský kraj). Ve Federálním shromáždění setrval do konce funkčního období, tedy do voleb roku 1986.